# 아티초크
아티초크(영어: globe artichoke, French artichoke 또는 green artichoke, Cynara cardunculus var. scolymus)는 키나라 속에 속하는 여러해살이 엉겅퀴류로, 지중해 부근의 남유럽에서 기원하며, 1.4~2 미터 (4.6~6.6 피트)까지 성장한다. 아치를 이루는 잎은 잎가가 옅게 째져 있고 은빛의 황록색을 띄며 길이는 50~82 센티미터 (20~32 인치)이다. 꽃은 식용으로도 쓰이는 눈(식물의 싹)의 커다란 꽃머리에서 피며 지름은 약 8~15 센티미터 (3.1~5.9 인치)이다. 작은 꽃은 자줏빛을 띤다. 먹을 수 있는 눈 부분은 주로 총포편과 기부의 다육질의 아랫 부분이다. 오래되거나 더 큰 꽃들의 것들은 먹을 수 없다.

## 생산
| 이탈리아 | 387,803   |    |
| 스페인 | 223,150   |    |
| 이집트 | 185,695   | Im |
| 페루 | 145,068   |    |
| 아르헨티나 | 108,683   | Im |
| 알제리 | 108,560   |    |
| 중국 | 87,968    | Im |
| 모로코 | 45,457    |    |
| 미국 | 42,456    |    |
| 프랑스 | 41,940    | Im |
| 튀르키예 | 38,431    |    |
| 튀니지 | 32,000    |    |
| 전 세계 | 1,505,331 | A  |
| * = Unofficial figure \| [ ] = Official data \| A = May include official, semi-official or estimated data F = FAO estimate \| Im = FAO data based on imputation methodology \| M = Data not available Source: UN Food and Agriculture Organization (FAO) |           |    |

다만 한국에서 제주나 일부 더운 지역에서 소규모로재배가 된다고 한다.

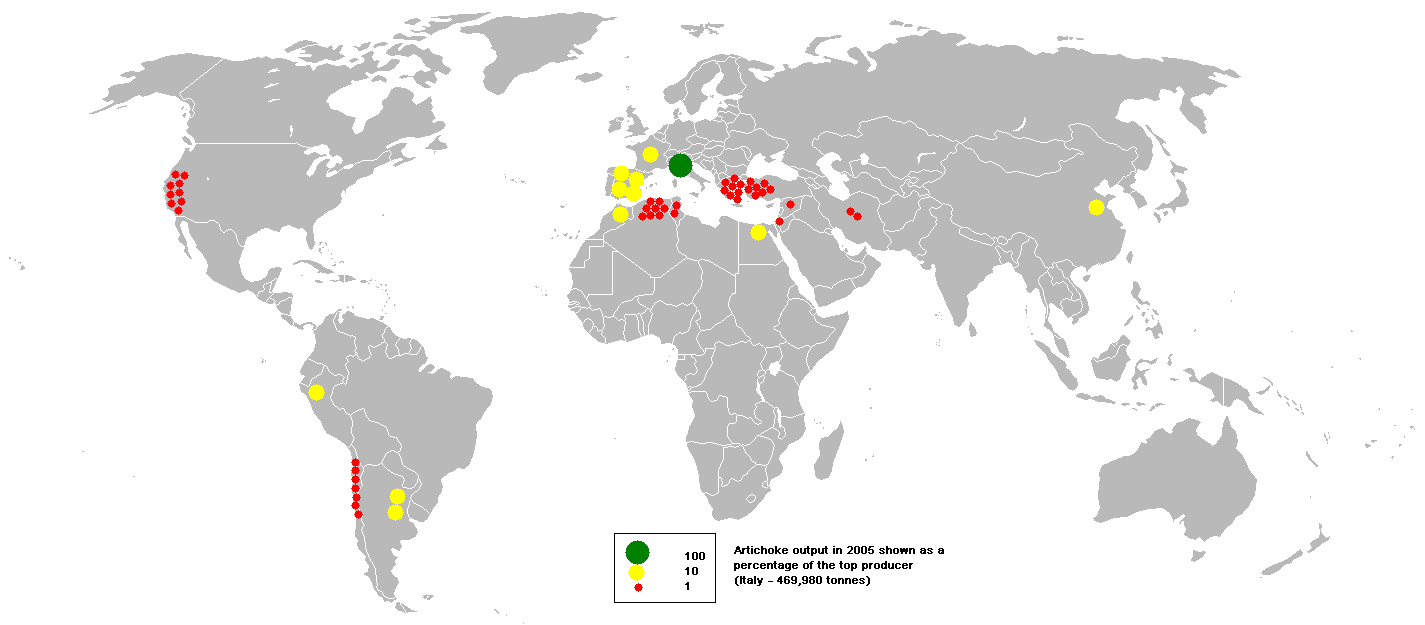
2005년의 아티초크 생산국

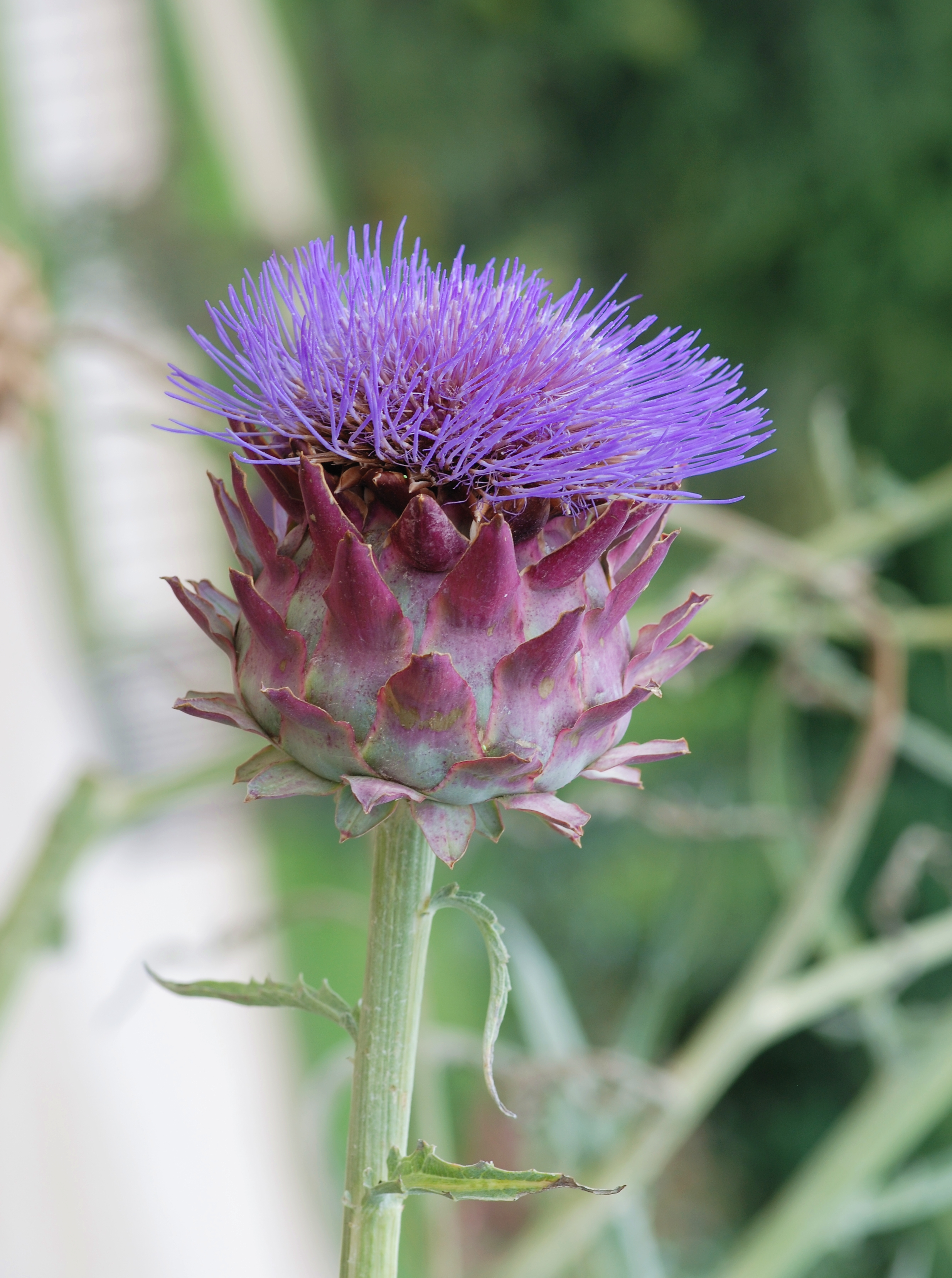
아티초크

## 같이 보기
- 카르둔

## 참조
1. ↑  National Academies of Sciences, Engineering, and Medicine; Health and Medicine Division; Food and Nutrition Board; Committee to Review the Dietary Reference Intakes for Sodium and Potassium (2019). 〈Chapter 4: Potassium: Dietary Reference Intakes for Adequacy〉.   Oria, Maria; Harrison, Meghan; Stallings, Virginia A. 《Dietary Reference Intakes for Sodium and Potassium》. The National Academies Collection: Reports funded by National Institutes of Health. Washington, DC: National Academies Press (US). 120–121쪽. doi:10.17226/25353. ISBN 978-0-309-48834-1. PMID 30844154. 2024년 12월 5일에 확인함.
2. ↑  United States Food and Drug Administration (2024). “Daily Value on the Nutrition and Supplement Facts Labels”. 《FDA》. 2024년 3월 27일에 원본 문서에서 보존된 문서. 2024년 3월 28일에 확인함.
3. ↑  Rottenberg, A., and D. Zohary, 1996: The wild ancestry of the
cultivated artichoke. Genet. Res. Crop Evol. 43, 53—58.
4. ↑  “Major Food And Agricultural Commodities And Producers – Countries By Commodity”. Fao.org. 2019년 12월 1일에 확인함.